# Mastigodryas melanolomus
Mastigodryas melanolomus — вид змій родини полозових (Colubridae). Мешкає в Мексиці і Центральній Америці.

## Підвиди
Виділяють п'ять підвидів:
- Mastigodryas melanolomus laevis (Fischer, 1881);
- Mastigodryas melanolomus melanolomus (Cope, 1868);
- Mastigodryas melanolomus stuarti (Smith, 1943);
- Mastigodryas melanolomus tehuanae (Smith, 1943);
- Mastigodryas melanolomus veraecrucis (Stuart, 1941).

## Поширення і екологія
Mastigodryas melanolomus мешкають на тихоокеанському узбережжі від південного Сіналоа до північно-західного Нікарагуа, а на атлантичних схилах — від південного Тамауліпаса через півострів Юкатан до північно-східного Гондурасу. Також вони зустрічаються на більшій частині Петену в Гватемалі, на півночі півострова Юкатан і Белізу. Mastigodryas melanolomus живуть у тропічних лісах на рівнинах і в передгір'ях, трапляються в низькогірських лісах, на висоті до 1040 м над рівнем моря. Відкладають яйця.